# Fahrlehrer
Fahrlehrer sind Lehrkräfte, die mit ihren Schülern die Fahrzeugbedienung trainieren und ihnen das erforderliche Wissen für eine regelkonforme Verkehrsteilnahme vermitteln. Außerdem wird ein verantwortungsvoller und umweltschonender Umgang mit Kraftfahrzeugen ausgebildet. Des Weiteren sollen die Fahrschüler hinsichtlich der Verkehrssicherheit und des Umweltschutzes einsehen, dass verkehrsgerechtes, regelkonformes, vorausschauendes sowie rücksichtsvolles Verhalten erforderlich ist.

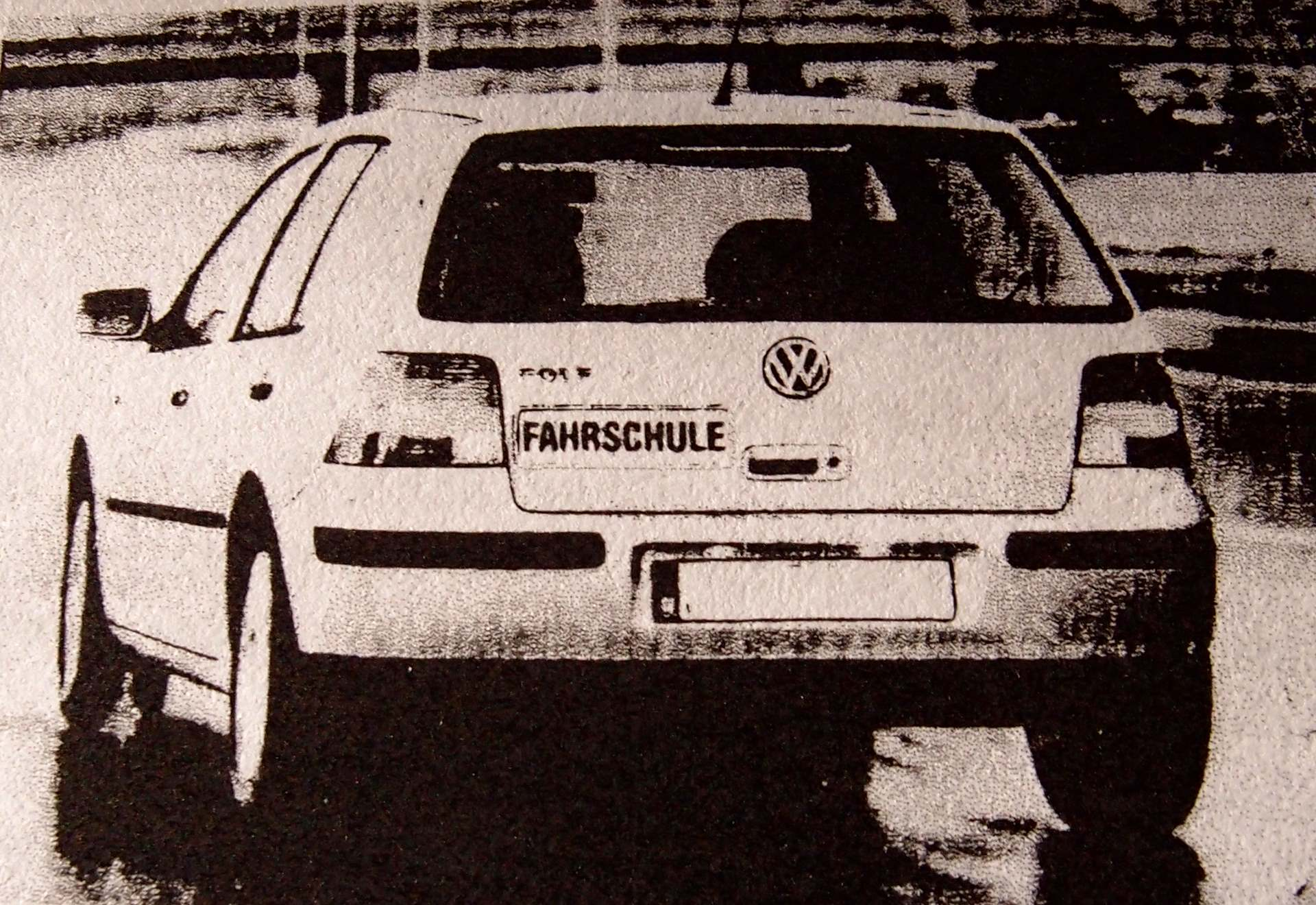
Pkw zur Fahrschulausbildung in Deutschland

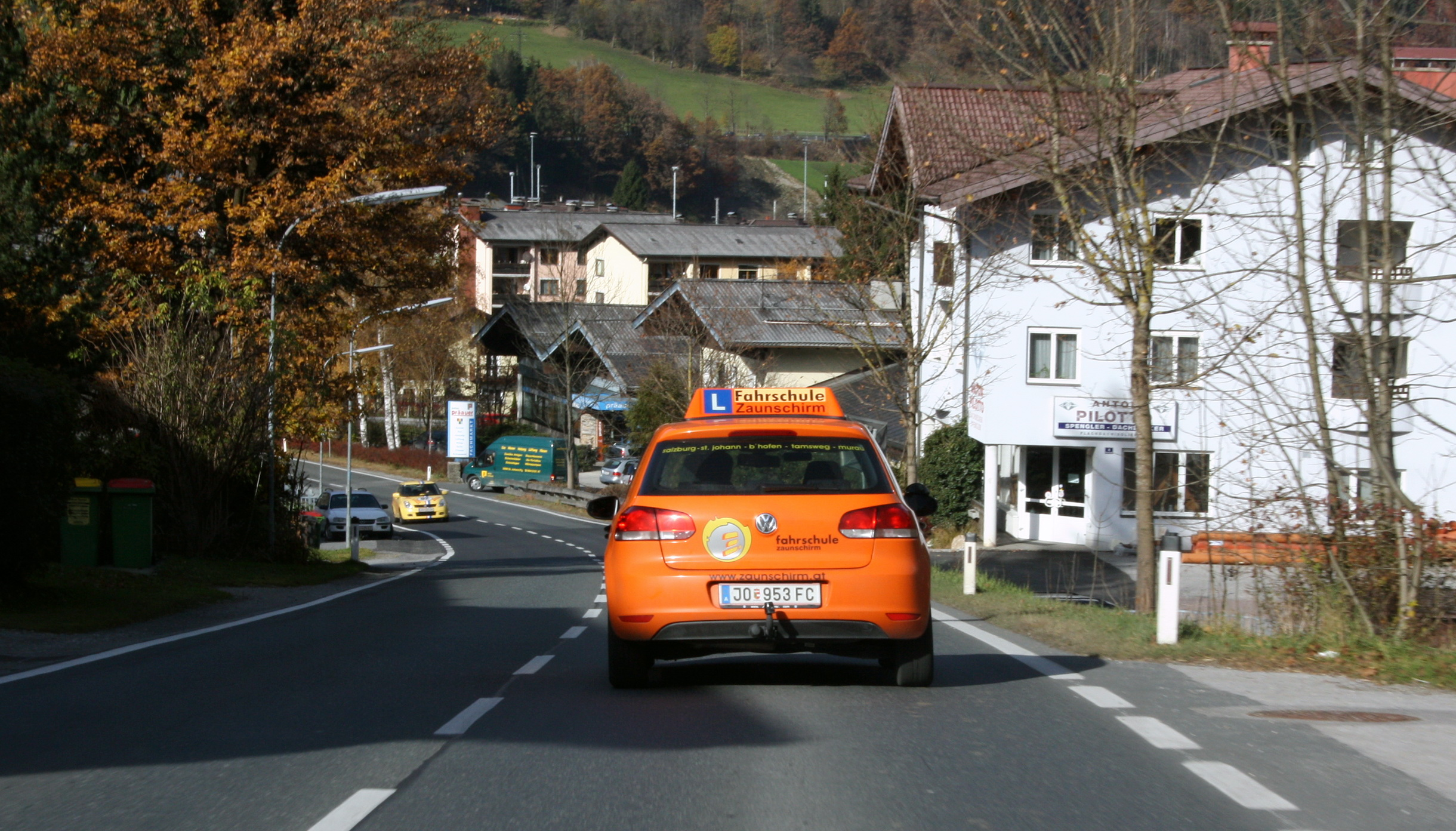
Pkw zur Fahrschulausbildung in Österreich mit „L“-Schild

## Deutschland
Wer Personen ausbildet, die eine Erlaubnis zum Führen von Kraftfahrzeugen nach § 2 des Straßenverkehrsgesetzes erwerben wollen (Bewerber um einen Führerschein – Fahrerlaubnis), muss Fahrlehrer sein. Er bedarf der Fahrlehrerlaubnis.
Fahrlehrer sind nach dem Fahrlehrergesetz (FahrlG)  und dazu erlassenen Verordnungen staatlich anerkannte Lehrkräfte.
Sie sind entweder selbstständig und gleichzeitig Inhaber einer Fahrschule (Fahrschulerlaubnis) oder als Angestellte in einer Fahrschule tätig. Der größte Interessenverband der Fahrlehrer ist in Deutschland die Bundesvereinigung der Fahrlehrerverbände mit ihren Landesverbänden.

### Fahrlehrerlaubnis
Die Ausbildung der Fahrschüler darf nach § 1 FahrlG nur mit Fahrlehrerlaubnis oder Anwärterbefugnis durchgeführt werden.
Die Fahrlehrerlaubnis wird mit dem Fahrlehrerschein, die Anwärterbefugnis mit dem Anwärterschein nachgewiesen. Fahrlehreranwärter allerdings gemäß § 9 FahrlG nur unter Aufsicht eines Ausbildungsfahrlehrers in einer Ausbildungsfahrschule. Wer Fahrschüler zu ihren praktischen Fahrerlaubnisprüfungen begleiten möchte, bedarf ebenfalls der Fahrlehrerlaubnis oder der Anwärterbefugnis.
| D         | Kraftfahrzeuge führen | Fahrschüler ausbilden | Fahrschüler ausbilden (unter Aufsicht) |
| --------- | --------------------- | --------------------- | -------------------------------------- |
| Erlaubnis | Fahrerlaubnis         | Fahrlehrerlaubnis     | Anwärterbefugnis                       |
| Dokument  | Führerschein          | Fahrlehrerschein      | Anwärterschein                         |

Die Fahrlehrerlaubnis wird auf Antrag erteilt, wenn die Voraussetzungen nach dem FahrlG erfüllt sind. Von ihr darf nur im Zusammenhang mit einem Beschäftigungsverhältnis oder mit der Fahrschulerlaubnis Gebrauch gemacht werden.
Die Fahrlehrerlaubnis kann in vier Klassen erteilt werden. Die Bezeichnungen der Fahrlehrerlaubnisklassen sind an die Fahrerlaubnisklassen angelehnt. Es gibt allerdings 16 verschiedene Fahrerlaubnisklassen.
| Fahrlehrer          | Fahrlehr- erlaubnisklasse | Ausbildungs- klassen   |
| ------------------- | ------------------------- | ---------------------- |
| Motorrad-Fahrlehrer | Klasse A                  | A, A2, A1, AM und Mofa |
| Pkw-Fahrlehrer      | Klasse BE                 | BE, B und L            |
| Lkw-Fahrlehrer      | Klasse CE                 | C1, C, C1E, CE und T   |
| Busfahrlehrer       | Klasse DE                 | D1, D, D1E und DE      |

Für einige fahrerlaubnisfreie Kraftfahrzeuge wird die Mofa-Prüfbescheinigung benötigt, sie stellt keine Fahrerlaubnis dar. Daher wird auch kein Führerschein ausstellt. Zu diesen fahrerlaubnisfreien Kraftfahrzeugen gehören Mofas sowie dreirädrige Kleinkrafträder mit Merkmalen der Mofas. Diese Prüfbescheinigung ist nicht erforderlich, wenn man eine Fahrerlaubnis besitzt oder vor dem 1. April 1965 geboren wurde. Für die Mofa-Prüfbescheinigung ist eine theoretische und praktische Ausbildung sowie eine theoretische Prüfung notwendig. Sollte die entsprechende Ausbildung dafür von Fahrlehrern durchgeführt werden, müssen diese Fahrlehrer gemäß § 5 Abs. 2 S. 2 FeV die Fahrlehrerlaubnis der Klasse A besitzen.
Die Grundfahrlehrerlaubnis ist die Fahrerlaubnis der Klasse BE. Diese ist für jede Erweiterung der Fahrlehrerlaubnis erforderlich. Demnach gibt es in der Bundesrepublik Deutschland keine reinen Motorrad-, Lkw- oder Busfahrlehrer.
Die Anwärterbefugnis berechtigt zum Ausbilden derselben Klassen wie die Fahrlehrerlaubnis der Klasse BE.
Mit der Fahrlehrerlaubnis – egal welcher Klasse – sowie mit der Anwärterbefugnis ist es erlaubt, den Grundstoff für alle Fahrerlaubnisklassen in der Theorie zu unterrichten.

#### Voraussetzungen für die Anwärterbefugnis
- Bestehen der fahrpraktischen Prüfung und der Fachkundeprüfung
- geistige und körperliche Eignung (augenärztliches Zeugnis und ärztliches Zeugnis),
- fachliche und pädagogische Eignung
- Zuverlässigkeit (erweitertes Führungszeugnis und Auszug Fahreignungsregister),
- abgeschlossene Ausbildung oder gleichwertige Vorbildung,
- mindestens drei Jahre im Besitz der Fahrerlaubnis der Klasse B sowie
- ausreichende Deutschkenntnisse, Sprachniveau C1.

#### Voraussetzungen für die Fahrlehrerlaubnis BE
- Anwärterbefugnis,
- mindestens 21 Jahre alt,
- Fahrlehrerausbildung (inklusive Praktikum) innerhalb der letzten drei Jahre,
- Berufspraktikum über mindestens vier Monate in einer Ausbildungsfahrschule sowie
- bestandene Lehrproben (Theorie und Praxis).

#### Voraussetzungen für die Fahrlehrerlaubnis A
- Fahrlehrerlaubnis der Klasse BE,
- Fahrerlaubnis der Klasse A,
- mindestens zwei Jahre im Besitz der Fahrerlaubnisklasse A2 oder A,
- Fahrlehrerausbildung der Klasse A innerhalb der letzten drei Jahre sowie
- bestandene Fahrlehrererweiterungsprüfungen der Klasse A.

#### Voraussetzungen für die Fahrlehrerlaubnis CE
- Fahrlehrerlaubnis der Klasse BE,
- Fahrerlaubnis der Klasse CE,
- mindestens zwei Jahre im Besitz der Fahrerlaubnisklasse CE
(alternativ sechs Monate hauptberuflich Kraftfahrzeuge der Klasse CE gefahren oder
60 Fahrstunden á 45 Minuten mit Kraftfahrzeugen der Klasse CE),
- Fahrlehrerausbildung der Klasse CE innerhalb der letzten drei Jahre sowie
- bestandene Fahrlehrererweiterungsprüfungen der Klasse CE.

#### Voraussetzungen für die Fahrlehrerlaubnis DE
- Fahrlehrerlaubnis der Klasse BE,
- Fahrerlaubnis der Klasse DE,
- mindestens zwei Jahre im Besitz der Fahrerlaubnisklasse D oder DE
(alternativ sechs Monate hauptberuflich Kraftfahrzeuge der Klasse DE gefahren oder
60 Fahrstunden á 45 Minuten mit Kraftfahrzeugen der Klasse DE),
- Fahrlehrerausbildung der Klasse DE innerhalb der letzten drei Jahre sowie
- bestandene Fahrlehrererweiterungsprüfungen der Klasse DE.

### Fahrlehrerausbildung
Klasse BE
| Einführungsphase 1. Monat | Ausbildung 2. bis 8. Monat |
| --- | --- |
| \| 1. Woche \| Fahrlehreraus- bildungsstätte \| \| 2. Woche \| Ausbildungs- fahrschule \| \| 3. Woche \| Ausbildungs- fahrschule \| \| 4. Woche \| Fahrlehreraus- bildungsstätte \| | Mindestens 7 Monate in der Fahrlehrerausbildungsstätte. Im 4. Monat der Ausbildung, also im 5. Monat der 1. Ausbildungsphase für eine Woche in die Ausbildungs- fahrschule zur Hospitation. |
| 1. Woche | Fahrlehreraus- bildungsstätte |
| 2. Woche | Ausbildungs- fahrschule |
| 3. Woche | Ausbildungs- fahrschule |
| 4. Woche | Fahrlehreraus- bildungsstätte |

| 1. Woche | Fahrlehreraus- bildungsstätte |
| 2. Woche | Ausbildungs- fahrschule       |
| 3. Woche | Ausbildungs- fahrschule       |
| 4. Woche | Fahrlehreraus- bildungsstätte |

Klasse A
| Mindestens 1 Monat in der Fahrlehrerausbildungsstätte. |

Klasse CE
| Mindestens 2 Monate in der Fahrlehrerausbildungsstätte. Bei Vorbesitz der Fahrlehrerlaubnis- klasse DE nur ein Monat. |

Klasse DE
| Mindestens 2 Monate in der Fahrlehrerausbildungsstätte. Bei Vorbesitz der Fahrlehrerlaubnis- klasse CE nur ein Monat. |

Die Fahrlehrerausbildung muss nach § 1 Abs. 1. S. 1 der Fahrlehrer-Ausbildungsverordnung an amtlich anerkannten Fahrlehrerausbildungsstätten stattfinden.
Neben einem fahrpraktischen Perfektions-Training stehen die Fächer Gefahrenlehre, Verkehrspädagogik, Technik und Fahrphysik, allgemeines Recht, Fahrlehrerrecht und Rechtsvorschriften für den Straßenverkehr sowie die Verkehrsverhaltenslehre auf dem Lehrplan. Die Fahrlehrerausbildung muss gemäß § 7 FahrlG den Fahrlehreranwärtern fachliche und pädagogische Kompetenzen vermittelt, die sie zur Ausbildung von Fahrschülern benötigen.

### Anwärterbefugnis
Um den zweiten Teil der Fahrlehrerausbildung (Klasse BE) in einer Ausbildungsfahrschule zu absolvieren, wird die Anwärterbefugnis nach den bestandenen Fahrlehrerprüfungen (fahrpraktische Prüfung sowie Fachkundeprüfung) erteilt. Sie berechtigt zum Ausbilden der Fahrerlaubnisklassen B, BE und L. Diese Befugnis darf nur im Zusammenhang mit einem Ausbildungsverhältnis mit einer Ausbildungsfahrschule unter Aufsicht eines Ausbildungsfahrlehrers verwendet werden. Diese zweite Ausbildungsphase nennt sich Praktikum und muss mindestens vier Monate andauern. Die Anwärterbefugnis ist zwei Jahre lang gültig, wobei eine Verlängerung möglich ist. Sollte man bei einer der beiden Lehrproben dreimal erfolglos sein, erlischt sie. Nach bestandenen Lehrproben ist sie weiterhin bis zur Erteilung der Fahrlehrerlaubnis gültig. Nachgewiesen wird die Anwärterbefugnis durch den Anwärterschein.

### Ausbildungsfahrlehrerlaubnis
Fahrlehrer, die Fahrlehreranwärter ausbilden möchten, benötigen gemäß § 16 Abs. 1 S. 1 FahrlG zwingend die Ausbildungsfahrlehrerlaubnis. Sie wird auf Antrag erteilt, wenn alle Voraussetzungen dafür erfüllt sind. Dafür muss man seit mindestens drei Jahren im Besitz der Fahrlehrerlaubnisklasse BE sein und eine einwöchige Ausbildung durchlaufen haben. Die Ausbildungsfahrlehrerlaubnis darf nur im Zusammenhang eines Beschäftigungsverhältnisses mit einer Ausbildungsfahrschule oder mit einer Fahrschulerlaubnis verwendet werden. Im letzteren Fall muss die Fahrschule auch alle Voraussetzungen für eine Ausbildungsfahrschule erfüllen. In der zweiten und dritten Woche des Einführungsmonats sowie im vierten Ausbildungsmonat für eine Woche müssen die Fahrlehreranwärter bei praktischen und theoretischen Unterrichten hospitieren. Die Ausbilder, bei denen die Fahrlehreranwärter hospitieren, müssen unbedingt die Ausbildungsfahrlehrerlaubnis besitzen. In der zweiten Ausbildungsphase – dem Praktikum – dürfen nur Personen mit Ausbildungsfahrlehrerlaubnis die Anwärter ausbilden.

### Fahrschulerlaubnis
Möchte jemand als Selbstständiger Fahrschüler ausbilden oder durch angestellte Fahrlehrer ausbilden lassen, benötigt er die Fahrschulerlaubnis. Die Fahrschulerlaubnis wird auf Antrag erteilt, wenn die Voraussetzungen nach dem FahrlG erfüllt sind. Man muss mindestens 25 Jahre alt und zuverlässig sein. Eine hauptberufliche Tätigkeit von mindestens zwei Jahren als angestellter Fahrlehrer muss nachgewiesen werden. Darüber hinaus ist die Teilnahme an einen Lehrgang über Fahrschulbetriebswirtschaft erforderlich, in Einzelfällen darf die Erlaubnisbehörde darauf verzichten. Des Weiteren ist die Fahrlehrerlaubnisklasse erforderlich, für welche die Fahrschulerlaubnis beantragt wird. Die Klassen dafür sind gemäß § 17 Abs. 2 S. 1 FahrlG identisch mit den Fahrlehrerlaubnisklassen.

### Ausbildungsfahrschule
Ausbildungsfahrlehrer dürfen nur in Ausbildungsfahrschulen Fahrlehreranwärter im Praktikum ausbilden. Um eine solche Ausbildungsfahrschule zu betreiben, muss der Inhaber oder die zur Fahrschulleitung beauftragte Person Ausbildungsfahrlehrer mit Ausbildungsfahrlehrerlaubnis sein. Außerdem ist die Fahrschulerlaubnis erforderlich. Mindestens eine von beiden Erlaubnissen (Fahrschulerlaubnis oder Ausbildungsfahrlehrerlaubnis) muss nach § 35 FahrlG schon zwei Jahre oder länger vorliegen.

### Fahrlehrerprüfungen
Die Fahrlehrerprüfungen gliedern sich nach § 14 FahrlPrüfV wie folgt:
- Fahrpraktische Prüfung,
- Fachkundeprüfung, schriftlicher Teil,
- Fachkundeprüfung, mündlicher Teil sowie
- Lehrprobe im theoretischen Unterricht und
- Lehrprobe im fahrpraktischen Unterricht.

Lehrproben nur bei der Klasse BE.

#### Fahrpraktische Prüfung
Die fahrpraktische Prüfung nach § 15 FahrlPrüfV findet in Anlehnung an die Fahrerlaubnisprüfung statt. Also muss man das vorschriftsmäßige, sichere, gewandte und umweltschonende Fahren, gegebenenfalls auch mit Anhänger, vorführen. Zwei Mitglieder der Prüfungskommission sind dabei, meistens der Fahrlehrer und der Sachverständige oder Prüfer für den Kraftfahrzeugverkehr. Diese Prüfung wird nach dem Schulnotenprinzip bewertet. Bei mangelhaft oder ungenügend war die Prüfung erfolglos. Sie ist von der Fachkundeprüfung vollständig isoliert. Diese Prüfung muss spätestens bei der zweiten Wiederholung erfolgreich sein.
Klasse BE

Bei der Prüfung zur Fahrlehrerlaubnis Klasse BE findet die fahrpraktische Prüfung noch während des Lehrgangs bei der Fahrlehrerausbildungsstätte statt. Sie sollte in den letzten Monaten der 1. Ausbildungsphase abgelegt werden. Erst nach Bestehen dieser Prüfung erfolgt die Zulassung zur Fachkundeprüfung. Diese Prüfung dauert mindestens 60 Minuten.
Klasse A

Bei der Prüfung zur Fahrlehrerlaubnis Klasse A darf der Aspirant selbst bestimmen, ob die fahrpraktische Prüfung vor oder nach der Fachkundeprüfung stattfinden soll. Sie darf auch zwischen dem schriftlichen und mündlichen Teil der Fachkundeprüfung abgelegt werden. Diese Prüfung dauert mindestens 60 Minuten. Die Leitkegel für die Grundfahraufgaben muss der Bewerber selber aufbauen.
Klasse CE

Bei der Prüfung zur Fahrlehrerlaubnis Klasse CE darf der Aspirant selbst bestimmen, ob die fahrpraktische Prüfung vor oder nach der Fachkundeprüfung stattfinden soll. Sie darf auch zwischen dem schriftlichen und mündlichen Teil der Fachkundeprüfung abgelegt werden. Diese Prüfung dauert mindestens 90 Minuten.
Klasse DE

Bei der Prüfung zur Fahrlehrerlaubnis Klasse DE darf der Aspirant selbst bestimmen, ob die fahrpraktische Prüfung vor oder nach der Fachkundeprüfung stattfinden soll. Sie darf auch zwischen dem schriftlichen und mündlichen Teil der Fachkundeprüfung abgelegt werden. Diese Prüfung dauert mindestens 90 Minuten.

#### Fachkundeprüfung
Die Fachkundeprüfung nach § 16 FahrlPrüfV besteht aus einem schriftlichen und einem mündlichen Teil, wobei die schriftliche Prüfung zuerst abgelegt wird. Gemäß § 19 Abs. 5 FahrlPrüfV wird die Note mangelhaft im schriftlichen Teil durch die Note befriedigend im mündlichen Teil zur Gesamtnote ausreichend ausgleichen. Ebenso wird die Note mangelhaft im mündlichen Teil durch die Vornote befriedigend zur Gesamtnote ausreichend.
Klasse BE, schriftlicher Teil

Fünf Fragen müssen ausführlich beantwortet werden. Es handelt sich um Aufgaben, die in Form von Klausuren ausarbeiten werden sollen. Die zugebilligte Bearbeitungszeit beträgt maximal fünf Stunden.
Klassen A, CE und DE, schriftlicher Teil

Zwei Fragen müssen ausführlich beantwortet werden. Es handelt sich um Aufgaben, die in Form von Klausuren ausarbeiten werden sollen. Die zugebilligte Bearbeitungszeit beträgt maximal zweieinhalb Stunden.
Mündlicher Teil der Fachkundeprüfung

Diese erfolgt nach Auswertung der Klausuren. Eine Vorbenotung findet statt, allerdings wird den Bewerbern die Vornote nicht mitgeteilt. Bei dieser Prüfung sind nach § 2 Abs. 2 FahrlPrüfV alle vier Mitglieder der Prüfungskommission anwesend:
- Volljurist,
- Sachverständige oder Prüfer für den Kraftfahrzeugverkehr,
- Bildungswissenschaftler mit abgeschlossenem Hochschulstudium im bildungswissenschaftlichen Bereich sowie
- erfahrener Fahrlehrer der zu prüfenden Fahrlehrerlaubnisklasse.

Dieser Prüfungsteil dauert 30 Minuten. Wird die Fachkundeprüfung insgesamt mit mangelhaft oder ungenügend bewertet, war sie erfolglos. Zwei Wiederholungsprüfungen sind erlaubt.

### Lehrproben
Die Lehrproben finden im Anschluss an das Berufspraktikum (2. Ausbildungsphase) in der Ausbildungsfahrschule statt. Bei beiden Lehrproben sind nur zwei Mitglieder der Prüfungskommission vor Ort. In den meisten Fällen ist es der Fahrlehrer mit der zu prüfenden Fahrlehrerlaubnis sowie der Diplompädagoge. Beide Lehrproben dürfen jeweils zweimal wiederholt werden. Auch hier wird das Schulnotensystem angewendet.
Lehrprobe im theoretischen Unterricht (nur bei Klasse BE) nach § 17 FahrlPrüfV 

In Anwesenheit der zwei Mitglieder der Prüfungskommission wird ein 45-minütiger Unterricht abgehalten.
Lehrprobe im praktischen Unterricht (nur bei Klasse BE) nach § 18 FahrlPrüfV

In Anwesenheit der zwei Mitglieder der Prüfungskommission wird eine 45-minütige Fahrstunde durchgeführt.

### Weiterbildung nach§53FahrlG
Fahrlehrer müssen alle vier Jahre an einem dreitägigen Fortbildungslehrgang teilnehmen, der an aufeinanderfolgenden Tagen stattfinden muss. Hiervon darf abgewichen werden, dann allerdings müssen es vier Tage sein. Die Ablauffristen beginnen immer zum Jahresende hin. Ausbildungsfahrlehrer müssen zusätzlich alle vier Jahre einen eintägigen Fortbildungslehrgang besuchen. Wer vorübergehend keinen Gebrauch von seiner Fahrlehrerlaubnis bzw. Ausbildungsfahrlehrerlaubnis macht, muss sich erst vor Wiederaufnahme der Fahrlehrertätigkeit fortbilden.

### Einkommensteuergesetz
Der selbstständig ausgeübte Fahrlehrerberuf fällt nach § 18 Abs. 1 Nr. 1 Einkommensteuergesetz (EStG) unter „unterrichtende oder erzieherische Tätigkeit“ und ist somit ein freier Beruf. Diese Tätigkeit unterliegt nicht dem Recht für ein Gewerbe.

### Statistik
Am 1. Januar 2024 waren im Bestand des Zentralen Fahrerlaubnisregisters (ZFER) 46.816 Personen mit einer Fahrlehrerlaubnis registriert. Davon 40.947 Männer und 5.797 Frauen. Nicht berücksichtigt sind 5.414 Dienstfahrlehrerlaubnisse von Bundeswehr, Bundespolizei und Landespolizei.

## Österreich
Um in Österreich die Lenkberechtigung zu erlangen, müssen nach der Fahrschulausbildung sowohl eine theoretische als auch eine praktische Fahrprüfung abgelegt werden.
Fahrschüler ausbilden dürfen nur Personen mit Fahrlehrerbewilligung, der Nachweis dafür ist der Fahrlehrerausweis. Man unterscheidet zwischen Fahrlehrer und Fahrschullehrer. Fahrlehrer dürfen nur praktischen Fahrunterricht erteilen, Fahrschullehrer theoretischen und praktischen Unterricht.
| A         | Kraftfahrzeuge fahren | Fahrschüler ausbilden |
| --------- | --------------------- | --------------------- |
| Erlaubnis | Lenkberechtigung      | Fahrlehrerbewilligung |
| Dokument  | Führerschein          | Fahrlehrerausweis     |

### Voraussetzungen für die Fahrlehrbewilligung
- Besitz der Lenkberechtigung der angestrebten Klasse(n) seit mindestens drei Jahren.
- Praxiserfahrung der angestrebten Klasse(n) seit mindestens drei Jahren in den letzten fünf Jahren.
Sollte die Praxiserfahrung nicht reichen, alternativ mindestens ein Jahr Praxiserfahrung und ein Praxis-Ersatzseminare der betreffenden Klasse.
- Vertrauenswürdigkeit im Sinne des Kraftfahrgesetzes, also in den letzten Jahren keine schwerwiegenden Verkehrsverstöße begangen haben.
- Allgemeine Vertrauenswürdigkeit (Auszug aus dem Strafregister ohne Einträge) sowie
- seit mindestens sechs Monaten Hauptwohnsitz in Österreich.

### Voraussetzungen für die Fahrschullehrerbewilligung
- sämtliche Voraussetzungen für die Fahrlehrerbewilligung sowie
- Reifeprüfungszeugnis Matura, oder Studienberechtigungsprüfung.

### Fahrlehrerausbildung und Fahrschullehrerausbildung
- 330 Stunden Theorie und
- 60 Stunden Praxis

### Lehrbefähigungsprüfung
- Rechtstheoretischer Teil (mündlich)
- Technisch-theoretischer Teil (mündlich)
- Praktischer Teil

Für weitere Klassen sind zusätzliche Ausbildungen und Prüfungen erforderlich, für die Fahrschullehrerbewilligung müssen Fahrschullehrer-Prüfungen abgelegt werden.

## Schweiz
In der Schweiz ist für die praktische Ausbildung in den Klassen A und B (mit Lernfahrausweis des Fahrschülers) sowie die Klassen G (Land- und forstwirtschaftliche Motorfahrzeuge) und M (Motorfahrräder) eine Person mit Fahrlehrerbewilligung nicht unbedingt erforderlich. Für den Verkehrsunterricht und die Ausbildung in anderen Klassen ist jedoch die Fahrlehrerbewilligung vorgeschrieben. Auch wer zwei oder mehr Fahrschüler pro Jahr ausbildet oder wer in einem Betrieb mit der Ausbildung von Angestellten betraut ist, wenn der Fahrunterricht die ausschließliche oder vorwiegende Tätigkeit des Betriebes ist, benötigt die Fahrlehrerbewilligung.
| CH        | Kraftfahrzeuge fahren | Fahrschüler ausbilden               |
| --------- | --------------------- | ----------------------------------- |
| Erlaubnis | Fahrberechtigung      | Fahrlehrerbewilligung               |
| Dokument  | Führerausweis         | Führerausweis mit Schlüsselzahl(en) |

### Fahrlehrerbewilligung
Die Fahrlehrerbewilligung wird von dem Kanton erteilt, wo man wohnt. Sie ist unbefristet und gilt für die gesamte Schweiz. Die Fahrlehrerbewilligung wird im Führerausweis mit Schlüsselzahlen eingetragen:
- Fahrlehrer Kategorie A = 204
- Fahrlehrer Kategorie B = 201
- Fahrlehrer Kategorie C = 202

| Fahrlehrer- bewilligung | Kategorie der Fahrberechtigung                                                                        |
| ----------------------- | --- |
| A                       | A1 und A                                                                                              |
| B                       | B, BE und F F = Motorfahrzeuge – ausgenommen Motorräder – mit einer Höchstgeschwindigkeit bis 45 km/h |
| C                       | C1, C1E, C, CE, D1, D1E, D und DE                                                                     |

#### Voraussetzungen für die Fahrlehrerbewilligung der Klasse BE
- der eidgenössischen Fachausweis Fahrlehrer – Modulabschluss B –,
- der unbefristeten Führerausweis der Kategorie B,
- zwei Jahre Fahrpraxis mit Motorfahrzeuge der Klasse B,
- keine verkehrsgefährdende Verletzung von Verkehrsvorschriften begangen haben sowie
- die Bewilligung zum berufsmäßigen Personentransport.

#### Voraussetzungen für die Fahrlehrerbewilligung der Klasse A
- die Fahrlehrerbewilligung der Kategorie B und
- der eidgenössischen Fachausweis Motorradfahrlehrer – Modulabschluss A –.

#### Voraussetzungen für die Fahrlehrerbewilligung der Klasse C
- die Fahrlehrerbewilligung der Kategorie B und
- der eidgenössischen Fachausweis Lastwagenfahrlehrer – Modulabschluss C –.

Für die Durchführung von Fahrunterricht mit Fahrzeugkombinationen ist der Führerausweis mit der entsprechenden Kategorie erforderlich.

### Fahrlehrerausbildung (alle Kategorien)
Die Fahrlehrerausbildung ist in Module unterteilt, erstreckt sich über ungefähr ein Jahr und wird berufsbegleitend durchgeführt. Sie muss in amtlich anerkannten Fahrlehrer-Berufsschulen stattfinden, da die Teilnahme an den einzelnen Modulen Voraussetzung für die Zulassung sind.

### Fahrlehrerprüfung (alle Kategorien)
Die abzulegenden Prüfungen sind Berufsprüfungen zum Fahrlehrer mit eidgenössischem Fachausweis. Es sind jeweils zwei Fahrlektionen und zwei Theorielektionen zu jeweils 1,5 Stunden, also insgesamt sechs Stunden.

### Weiterbildung
Fahrlehrer müssen nach Ausstellung der Fahrlehrerbewilligung innert fünf Jahren an einen Weiterbildungslehrgang über mindestens fünf Tage mit jeweils sieben Stunden teilnehmen.

## Liechtenstein
Aufgrund der geringen Größe des Fürstentums gibt es keine Fahrlehrer-Berufsschulen in Liechtenstein. Die Fahrlehrer werden in der benachbarten Schweiz ausgebildet und geprüft.
| FL        | Kraftfahrzeuge fahren | Fahrschüler ausbilden               |
| --------- | --------------------- | ----------------------------------- |
| Erlaubnis | Fahrberechtigung      | Fahrlehrerbewilligung               |
| Dokument  | Führerausweis         | Führerausweis mit Schlüsselzahl(en) |

Die Fahrlehrerverordnung ist mit der Fahrlehrerverordnung der Schweiz weitgehend identisch.

## Belgien
Für die Ausübung des Fahrlehrerberufs in Belgien werden ein Mindestalter von 22 Jahren und ein mindestens dreijähriger Besitz einer Fahrerlaubnis der Klasse B vorausgesetzt. Um die fahrpraktische Ausbildung anleiten zu dürfen, sind außerdem fahrpraktische Erfahrungen aus einer wenigstens vierjährigen Zeitspanne in der zu unterrichtenden Klasse notwendig. Für die Erteilung von Theorieunterricht bzw. um eine Fahrschule zu leiten, muss mindestens eine Hochschulzugangsberechtigung vorliegen. Außerdem ist die gesundheitliche Eignung durch eine medizinische Untersuchung nachzuweisen. Des Weiteren dürfen keine Verkehrsverstöße oder Straftaten vorliegen. Im Rahmen der Ausbildung für den Fahrlehrerberuf können unterschiedliche Zertifikate erworben werden, die zur Erteilung von Theorieunterricht bzw. zur Durchführung der fahrpraktischen Ausbildung in einer bestimmten Fahrerlaubnisklasse berechtigen. Zur Erlangung dieser Zertifikate ist das Ablegen von Prüfungen vorgeschrieben. Diese umfassen eine mündliche und schriftliche Theorie-Prüfung sowie Lehrproben für den Theorieunterricht und für die fahrpraktische Ausbildung. Die jährliche Teilnahme an Fortbildungen ist Voraussetzung, um die Gültigkeit eines erteilten Zertifikats zu verlängern.

## Frankreich
Für die Ausübung des Fahrlehrerberufs in Frankreich werden ein Mindestalter von 22 Jahren, ein mittlerer Schulabschluss sowie der Besitz einer Fahrerlaubnis seit mindestens drei Jahren vorausgesetzt. Außerdem muss die physische Gesundheit durch eine ärztliche Untersuchung nachgewiesen werden. Vor Beginn der vorgeschriebenen Fahrlehrerausbildung müssen die Aspiranten eine mündliche und eine schriftliche Eingangsprüfung bestehen. Die Ausbildung dauert etwa fünf bis sechs Monate und besteht aus theoretischen und praktischen Anteilen im Umfang von insgesamt mindestens 630 Stunden. Abschließende Prüfungen sind ebenfalls vorgeschrieben, dabei handelt es sich um eine mündliche und schriftliche Theorie-Prüfung, eine 25-minütigen Fahrprüfung mit „kommentierendem Fahren“ sowie Lehrproben für den Theorieunterricht und für die fahrpraktische Ausbildung. Die Fahrlehrerlaubnis wird befristet erteilt und muss alle fünf Jahre verlängert werden, wobei eine erneute gesundheitliche Untersuchung und eine erneute Überprüfung auf Verkehrs- oder Rechtsverstöße erfolgen müssen.

## Niederlande
Für die Ausübung des Fahrlehrerberufs in den Niederlanden sind ein Mindestalter von 18 Jahren sowie ein mittlerer Schulabschluss erforderlich. Eine Ausbildung ist für Fahrlehreranwärter nicht vorgeschrieben, allerdings nehmen etwa 98 Prozent aller angehenden Fahrlehrer fakultative Ausbildungsangebote wahr. Diese umfassen 286 Stunden theoretischen und 14 Stunden praktischen Unterricht und werden von privaten Organisationen ausgerichtet. Eine abschließende berufsqualifizierende Prüfung ist vorgeschrieben. Sie besteht aus einer schriftlichen Wissensprüfung, einer Fahrprüfung und einer Lehrprobe für die fahrpraktische Ausbildung. Die Prüfung wird von staatlichen Organisationen abgenommen. Fahrlehrer müssen innerhalb von fünf Jahren an insgesamt drei Tagen an Fortbildungen teilnehmen.

## Norwegen
Für den Fahrlehrerberuf in Norwegen werden ein Mindestalter von 21 Jahren, der Besitz einer Fahrerlaubnis seit mindestens drei Jahren und eine Hochschulzugangsberechtigung vorausgesetzt Darüber hinaus ist eine berufsqualifizierende Ausbildung vorgeschrieben. Sie beinhaltet theoretischen und praktischen Unterricht an einer Hochschule mit einem Umfang von 3360 Stunden in einem Zeitraum von etwa zwei Jahren. Prüfungen im Rahmen des Hochschulstudiums sind vorgeschrieben und beinhalten eine schriftliche Theorie-Prüfung und eine Fahrprüfung. Darüber hinaus muss eine Lehrprobe für die fahrpraktische Ausbildung abgelegt werden. Die Teilnahme an Fortbildungen ist für Fahrlehrer nicht vorgeschrieben.

## Polen
Für die Ausübung des Fahrlehrerberufs in Polen werden ein Mindestalter von 21 Jahren, ein mittlerer Schulabschluss sowie der Besitz einer Fahrerlaubnis seit mindestens drei Jahren vorausgesetzt. Es muss ein ärztliches Attest über die Berufseignung vorgelegt werden, weiterhin dürfen keine schweren Verkehrsverstöße vermerkt sein. Darüber hinaus ist die Teilnahme an einer berufsqualifizierenden Ausbildung vorgeschrieben. Sie beinhaltet insgesamt etwa 1900 Stunden theoretische und praktische Ausbildungsanteile. Die Ausbildung erstreckt sich über einen Zeitraum von etwa vier Monaten. Vor dem Ausbildungsbeginn muss eine Eingangsprüfung abgelegt werden. Die abschließende Prüfung besteht aus einem schriftlichen und einem mündlichen Prüfungsteil sowie aus einer Fahrprüfung. Darüber hinaus müssen Lehrproben für den Theorieunterricht und die fahrpraktische Ausbildung abgelegt werden.

## Schweden
Für die Ausübung des Fahrlehrerberufs in Schweden werden ein Mindestalter von 21 Jahren, ein höherer Schulabschluss und der Besitz einer Fahrerlaubnis der Klasse B seit mindestens drei Jahren vorausgesetzt. Darüber hinaus ist eine berufsqualifizierende Ausbildung vorgeschrieben. Sie erstreckt sich über etwa 18 Monate und beinhaltet theoretische und praktische Ausbildungsanteile im Umfang von insgesamt etwa 2520 Stunden. Prüfungen sind in die Ausbildung integriert und werden von einer staatlichen Behörde („Swedish Transport Agency“) abgenommen.

## Slowakei
Für die Ausübung des Fahrlehrerberufs in der Slowakei werden ein Mindestalter von 25 Jahren, der Besitz einer Fahrerlaubnis der Klasse B seit mindestens drei Jahren sowie ein höherer Schulabschluss vorausgesetzt. Weiterhin muss die psychologische Eignung mit einem Untersuchungsnachweis, der nicht älter als drei Monate sein darf, nachgewiesen werden. Zudem dürfen keine Vorstrafen und keine schweren Verkehrsverstöße innerhalb der letzten drei Jahre vorliegen. Für die Ausübung der Fahrlehrertätigkeit ist eine berufsqualifizierende Ausbildung vorgeschrieben; sie beinhaltet theoretischen und fahrpraktischen Unterricht an einer staatlich anerkannten Ausbildungsstätte im Umfang von insgesamt 230 Stunden, verteilt auf 3–6 Monate. Eine Prüfung ist ebenfalls vorgeschrieben, sie ist wie folgt gegliedert: Jeweils ein schriftlicher und mündlicher Theorie-Teil sowie ein fahrpraktischer Teil. Darüber hinaus müssen je eine Lehrprobe für den Theorieunterricht und die fahrpraktische Ausbildung abgelegt werden. Die Fahrlehrerlaubnis wird für einen Zeitraum von fünf Jahren erteilt und kann durch die Teilnahme an einer 40-stündigen Fortbildung und das Ablegen einer erneuten Prüfung verlängert werden.

## Tschechien
Für die Ausübung des Fahrlehrerberufs in Tschechien werden ein Mindestalter von 24 Jahren, ein mittlerer Schulabschluss sowie ein mindestens dreijähriger Besitz einer Fahrerlaubnis vorausgesetzt. Die körperliche und geistige Eignung ist durch eine ärztliche Bescheinigung nachzuweisen. Für die Ausübung der Fahrlehrertätigkeit ist eine berufsqualifizierende Ausbildung vorgeschrieben. Sie beinhaltet 140 Stunden theoretischen und 90 Stunden praktischen Unterricht. Es besteht außerdem die Möglichkeit, sich ausschließlich als Lehrer für den Theorieunterricht oder als Ausbilder für die fahrpraktische Ausbildung zu qualifizieren. Die Ausbildung erfolgt in privaten Fahrschulen und wird von professionellen Fahrlehrern durchgeführt. Die abschließende Prüfung besteht aus einem schriftlichen und einem mündlichen Prüfungsteil sowie einer Fahrprüfung. Darüber hinaus müssen Lehrproben für den Theorieunterricht und die fahrpraktische Ausbildung abgelegt werden. Bei Bestehen wird eine Fahrlehrerlaubnis ohne zeitliche Begrenzung erteilt. Fortbildungen sind nicht vorgeschrieben.